# Olavo Bilac (cantor)
Olavo Bilac (Porto Amélia, Moçambique, 26 de Dezembro de 1967) é um cantor português e uma das vozes mais carismáticas e acarinhadas do panorama musical português[carece de fontes?]. Vocalista de bandas como Santos & Pecadores - uma das bandas portuguesas mais bem-sucedidas da década de 1990 -, Resistência e Zeca Sempre. Neste momento, possui uma carreira a solo.

## Biografia
Filho de um caboverdiano que cresceu em Macau e foi funcionário do Banco Nacional Ultramarino em Moçambique, Olavo recebeu o mesmo nome do pai, atribuído pela sua avó Cristina Lima em homenagem ao poeta brasileiro Olavo Bilac. Nasce a 26 de Dezembro de 1967 em Porto Amélia, Moçambique onde frequenta o ensino primário, interrompendo  este ciclo com a revolução do 25 de Abril de 1974, que obriga a família a envia-lo com os irmãos para Portugal. Termina os estudos do ensino básico e secundário em Portugal.
Em 1987, forma a banda Santos & Pecadores, projecto que se mantém até hoje e onde começa como baixista da banda. Por ser necessário um vocalista, Olavo Bilac começa a trautear os primeiros temas sendo logo aceite pela banda, devido principalmente ao timbre diferenciado que tanto caracteriza a sua voz.
Continua os estudos na área de design gráfico que cursa no IADE, e em 1993, enquanto frequenta o último ano, interrompe os estudos para integrar o projecto Resistência.
Durante o ano en que este projecto esteve no activo, ganha enorme popularidade e revela ao mundo a banda Santos & Pecadores, que edita o seu primeiro álbum, “Onde Estás?”, em 1995.
Participa em vários projectos de outros músicos, entre os quais “Portugal a Cantar”, com Miguel Ângelo, Miguel Gameiro, Anabela e Rita Guerra.
Em 1997, lançou, com Paulo Gonzo, uma nova versão de “Jardins Proibidos”, canção original deste último músico. Esta versão a dois foi preponderante para o reatar da carreira de Paulo Gonzo.
Em 2002 participa no filme “Pulsação Zero“, do realizador Fernando Fragata, com a personagem Tranças.
Em 2002 dá voz aos temas do filme “Spirit - Espírito Selvagem”, um enorme sucesso de bilheteira.
Em 2008 dá voz ao chefe da prisão Comandante Vachir, do filme “O Panda do Kung Fu”.
Olavo Bilac é hoje um nome incontornável da música em Portugal e nos países de expressão portuguesa, sendo uma constante a sua participação em discos e concertos dos mais prestigiados cantores portugueses e africanos. A sua simpatia natural e imagem conferem-lhe uma notoriedade consensual e transversal.[carece de fontes?]
No campo da solidariedade participa regularmente em festas públicas e privadas. Participa activamente como padrinho da ONG Aldeias SOS, tendo sido protagonista da campanha de 2009, conjuntamente com Nuno Eiró.
Em 2010 Olavo Bilac é um dos nomes que participa no projecto ZECA SEMPRE, que homenageia Zeca Afonso, tendo enorme expressão a nível nacional[carece de fontes?]. Este projecto foi uma parceria com os cantores Nuno Guerreiro e Tozé Santos (Per7ume), assim como com o produtor Vítor Silva.
Em Novembro de 2012 é editado o disco de carreira dos Santos & Pecadores, comemorativo dos 20 anos de existência da banda. As gravações do CD / DVD tiveram lugar no Centro Cultural de Belém, tendo sido produzido por Mário Barreiros e realizado pela RTP.
Em 2014, lança-se num registo diferente, com o álbum "Músicas do Meu Mundo", onde homenageou a música lusófona.
Em 2018, regressa à pop, com carreira a solo, e lança o tema "Estou Aqui".
Em 2019 edita o tema "1001 Razões" e nesse mesmo ano comemora "25 Anos de Canções", com uma tour com mais de 60 datas, de norte a sul de Portugal, assim como nos arquipélagos dos Açores e da Madeira.